# Zelčin
Zelčin est un village de la municipalité de Valpovo (Comitat d'Osijek-Baranja) en Croatie. Au recensement de 2011, la ville comptait 351 habitants.